# Marne (Ohio)
Marne é um lugar designado pelo censo localizado no condado de Licking no estado estadounidense de Ohio. No Censo de 2010 tinha uma população de 783 habitantes e uma densidade populacional de 341,6 pessoas por km².

## Geografia
Marne encontra-se localizado nas coordenadas 40° 04′ 27″ N, 82° 18′ 12″ O. Segundo o Departamento do Censo dos Estados Unidos, Marne tem uma superfície total de 2.29 km², da qual 2.29 km² correspondem a terra firme e (0.11%) 0 km² é água.

## Demografia
Segundo o censo de 2010, tinha 783 pessoas residindo em Marne. A densidade populacional era de 341,6 hab./km². Dos 783 habitantes, Marne estava composto pelo 96.42% brancos, 0.64% eram afroamericanos, 0.13% eram amerindios, 0.13% eram asiáticos, 0% eram insulares do Pacífico, 0% eram de outras raças e o 2.68% pertenciam a duas ou mais raças. Do total da população 2.17% eram hispanos ou latinos de qualquer raça.